# 藤竹草
藤竹草（学名：Panicum sarmentosum Roxb.）为禾本科稷属下的一个种。

## 扩展阅读
- 維基物種上的相關：藤竹草